# Lijst van voetbalinterlands Kroatië - Servië
Deze lijst van voetbalinterlands is een overzicht van alle officiële voetbalwedstrijden tussen de nationale teams van Kroatië en Servië. De landen, ooit buurrepublieken in de federale staat Joegoslavië, hebben tot op heden twee keer tegen elkaar gespeeld. De eerste ontmoeting, een kwalificatiewedstrijd voor het Wereldkampioenschap voetbal 2014, werd gespeeld in Zagreb op 22 maart 2013. Het laatste duel, de returnwedstrijd in dezelfde kwalificatiereeks, vond plaats op 6 september 2013 in Belgrado.

## Wedstrijden
| № | Plaats   | Datum            | Competitie           | Wedstrijd        | Uitslag |
| - | -------- | ---------------- | -------------------- | ---------------- | ------- |
| 1 | Zagreb   | 22 maart 2013    | WK 2014 kwalificatie | Kroatië – Servië | 2 – 0   |
| 2 | Belgrado | 6 september 2013 | WK 2014 kwalificatie | Servië − Kroatië | 1 − 1   |

## Samenvatting
| Competitie      | Totaal gespeeld | Winst Kroatië | Gelijk | Winst Servië | Doelsaldo Kroatië – Servië |
| --------------- | --------------- | ------------- | ------ | ------------ | -------------------------- |
| WK-kwalificatie | 2               | 1             | 1      | 0            | 3 − 1                      |
| Totaal          | 2               | 1             | 1      | 0            | 3 − 1                      |

## Details

### Eerste ontmoeting
De eerste ontmoeting tussen de nationale voetbalploegen van Kroatië en Servië vond plaats op 22 maart 2013. Het WK-kwalificatieduel, bijgewoond door 3.500 toeschouwers, werd gespeeld in het Stadion Maksimir in Zagreb, en stond onder leiding van scheidsrechter Cüneyt Çakır uit Turkije. Hij deelde drie gele kaarten uit.
| WK 2014 kwalificatie (Zagreb, Kroatië, 22 maart 2013): |              | |
| Kroatië | 2 – 0        | Servië |
| Mario Mandžukić 23' Ivica Olić 37' | goals        | |
| Igor Štimac | bondscoach   | Siniša Mihajlović |
| Stipe Pletikosa Ivan Strinić 82' Josip Šimunić Mateo Kovačić Vedran Ćorluka Ivan Rakitić Luka Modrić Darijo Srna Mario Mandžukić Ivica Olić 83' Niko Kranjčar 63' | opstellingen | Željko Brkić 57' Alen Stevanović Matija Nastasić Branislav Ivanović Zoran Tošić 9' Marko Šćepović Aleksandar Kolarov Ivan Radovanović 75' Aleksandar Ignjovski Filip Đuričić Neven Subotić |
| Domagoj Vida 63' Dejan Lovren 82' Ognjen Vukojević 83' | wissels      | 9' Filip Đorđević 57' Dušan Tadić 75' Radosav Petrović |
| | gele kaarten | 36' Aleksandar Kolarov 85' Neven Subotić 90+1' Radosav Petrović |

### Tweede ontmoeting
| WK 2014 kwalificatie (Belgrado, Servië, 6 september 2013): |       |                     |
| Servië                                                     | 1 – 1 | Kroatië             |
| Aleksandar Mitrović 66'                                    | goals | 53' Mario Mandžukić |